# Trung Quốc và Liên Hợp Quốc
Trung Quốc là một trong những thành viên điều lệ của Liên Hợp Quốc và là một trong năm thành viên thường trực của Hội đồng Bảo an. Nước này đã sử dụng quyền phủ quyết của mình ít nhất so với bất kỳ thành viên thường trực nào.
Là một trong những đồng minh chiến thắng trong Chiến tranh thế giới thứ hai (từ địa phương gọi là Chiến tranh Trung-Nhật lần thứ hai), Trung Hoa Dân Quốc (ROC) gia nhập LHQ khi thành lập vào năm 1945. Việc nối lại cuộc nội chiến Trung Quốc dẫn đến việc thành lập Cộng hòa Nhân dân Trung Hoa (PRC) vào năm 1949. Gần như toàn bộ lục địa Trung Quốc đã sớm nằm dưới sự kiểm soát của quốc gia này và Trung Hoa Dân Quốc rút lui về đảo Đài Loan. Chính sách Một Trung Quốc được cả hai chính phủ cùng tuyên truyền, nhưng trong bối cảnh Chiến tranh Lạnh và Chiến tranh Triều Tiên, Hoa Kỳ và các đồng minh phản đối việc thay thế Trung Hoa Dân Quốc tại Liên Hợp Quốc, mặc dù họ đã bị thuyết phục để gây áp lực cho chính phủ Trung Hoa Dân Quốc nhằm chấp nhận sự công nhận quốc tế về sự độc lập của Mông Cổ vào năm 1961. Vương quốc Anh, Pháp và các đồng minh khác của Hoa Kỳ đã chuyển việc công nhận đại diện Trung Quốc sang Cộng hòa Nhân dân Trung Hoa. Albania hàng năm đều đưa ra đề nghị để thay thế Trung Hoa Dân Quốc bằng Cộng hòa Nhân dân Trung Hoa, nhưng các đề nghị này đã luôn bị từ chối kể từ sau Tổng Nghị quyết hội số 1668 — với quy định một sự thay đổi về công nhận như vậy đòi hỏi phải có hai phần ba số phiếu bầu đồng ý.
Sau khi xảy ra chia rẽ Trung-Xô và chiến tranh Việt Nam, Tổng thống Mỹ Richard Nixon đã đàm phán với Chủ tịch Đảng Cộng sản Mao Trạch Đông, ban đầu thông qua chuyến đi bí mật năm 1971 do Henry Kissinger thực hiện gặp Chu Ân Lai. Vào ngày 25 tháng 10 năm 1971, đề nghị của Albania để công nhận nước Cộng hòa Nhân dân Trung Hoa là Trung Quốc hợp pháp duy nhất tại LHQ được thông qua với Nghị quyết Đại hội 2758. Nghị quyết này không chỉ được hỗ trợ bởi hầu hết các quốc gia cộng sản (bao gồm Liên Xô) và các nước không liên kết (như Ấn Độ), mà còn bởi một số đồng minh của Mỹ như Anh và Pháp. Sau khi Trung Quốc ngồi vào LHQ ngày 15 tháng 11 năm 1971, Nixon sau đó đích thân đến thăm Trung Quốc vào năm sau đó, bắt đầu bình thường hóa quan hệ Trung-Mỹ. Kể từ thời điểm đó, Trung Hoa Dân Quốc đã làm dịu chính sách một Trung Quốc của mình và tìm kiếm sự công nhận quốc tế. Những động thái này đã bị phản đối và phần lớn bị Cộng hòa Nhân dân Trung Hoa ngăn chặn, buộc Trung Hoa Dân Quốc phải tham gia các tổ chức quốc tế dưới những tên khác. Các tên này bao gồm "Trung Hoa Đài Bắc" tại Ủy ban Olympic Quốc tế.
Yêu cầu gần đây nhất của Trung Quốc đã bị từ chối vào năm 2007, nhưng một số chính phủ phương Tây do Hoa Kỳ lãnh đạo - đã phản đối Văn phòng Pháp lý của LHQ đã buộc cơ quan toàn cầu và Tổng thư ký của tổ chức này phải ngừng sử dụng tài liệu tham khảo với nội dung "Đài Loan là một phần của Trung Quốc".